# Santa Lucía Monteverde
Santa Lucía Monteverde là một đô thị thuộc bang Oaxaca, México. Năm 2005, dân số của đô thị này là 6397 người.